# Colonia Tacuarí
Colonia Tacuarí, Paraje Tacuarí ou Tacuarí, est une localité et colonie rurale argentine située au sud-est de la province du Chaco, dans le département de San Fernando. Elle dépend administrativement de la municipalité de Puerto Vilelas, dont elle est distante d'environ 30 km.
Il est situé dans la zone connue sous le nom de Bajos del Tacuarí, près des lagunes Brava et El Palmar. Les terres sont en grande partie inondées, impossibles à la colonisation humaine, et constituent la seule agglomération au sein des 2 000 km3 occupés par les marais.

## Voies de communication
La principale voie d'accès est la route provinciale 69, qui la relie au nord à Puerto Vilelas (Gran Resistencia) et continue au sud avec d'autres secteurs de la colonie. Une ligne de bus la relie à Resistencia. Un consortium routier entretient les routes internes.

## Démographie
Dans les recensements nationaux de 2001 et 2010, l'Indec ne l'a pas considéré comme une agglomération urbaine.